# Irene Cao
Irene Cao (Pordenone, 10 settembre 1979) è una scrittrice italiana.

## Biografia
Nasce a Pordenone e cresce a Caneva, piccolo comune del pordenonese affacciato sul Veneto, regione spesso celebrata nei suoi romanzi.
Frequenta a Pordenone il Liceo Classico Giacomo Leopardi, luogo dove inizia a maturare la sua passione per la scrittura e lo studio dei classici greci e latini. Dopo la maturità, nel 1998 si trasferisce a Venezia, dove nel 2002 consegue una laurea in Lettere classiche, con una tesi di storia romana territoriale. Successivamente, nel 2006 consegue il dottorato di ricerca in Archeologia e Storia dei Paesi del Mediterraneo, con una tesi sulla Institutio Alimentaria dal titolo Alimenta. Il racconto delle fonti (pubblicata da Il Poligrafo, 2010).
Si occupa di pubblicità e poi di cinema. Nel 2008 partecipa alla realizzazione del film Il sole tramonta a mezzanotte.
Dal 2007 al 2011 collabora con il settimanale femminile A-Anna, allora diretto da Maria Latella.
Esordisce nel panorama letterario italiano nel 2013 con la trilogia Io ti guardo, Io ti sento, Io ti voglio, pubblicata da Rizzoli e tradotta in 22 Paesi esteri. L'opera, annunciata come il caso editoriale dell'estate 2013 e definita "la prima trilogia erotica italiana", ottiene ben presto un notevole successo di pubblico (500 000 copie vendute in Italia e 12 ristampe nel primo anno di pubblicazione). Io ti guardo è ambientato a Venezia, Io ti sento a Roma, Io ti voglio si snoda tra Venezia, Roma e l'isola di Stromboli: protagonisti dei tre volumi Elena, giovane restauratrice veneziana, Leonardo, chef siciliano di fama internazionale, e Filippo, architetto giramondo. Tre libri attraverso i quali l'autrice "racconta con morbida scorrevolezza la cronaca di un'educazione sentimentale" e "dipinge una nuova sfumatura del rosa". "Un erotismo soft, in cui prevale la componente emozionale e dove ai personaggi è restituito un forte spessore psicologico, che ne sostanzia scelte e comportamenti, eludendo ogni rischio di morbosità."
Sempre per Rizzoli, nel 2014 ha pubblicato il dittico Per tutti gli sbagli, Per tutto l'amore, tradotto in 5 Paesi esteri. Protagonisti dei due libri, Linda, interior designer specializzata nell'arredo di ville di lusso, Tommaso, agente diplomatico da poco rientrato in Italia dopo una missione ad Abu Dhabi, Alessandro, fotoreporter in carriera. Per tutti gli sbagli è ambientato nel Veneto della Marca Trevigiana. Le vicende narrate in Per tutto l'amore si svolgono tra Lisbona, Parigi e le colline del Veneto.
A maggio 2015 fa il suo esordio in tv con Social Love, una docu-fiction sull'amore ai tempi di internet e dei social network, in onda su La EFFE (canale televisivo del gruppo Feltrinelli), per la regia di Alberto D'Onofrio.
Nel 2016 pubblica per Rizzoli il romanzo Ogni tuo respiro. È la storia di Bianca, insegnante di danza classica, e del suo viaggio personale alla ricerca di una nuova sé attraverso la consapevolezza dell'abbandono di chi era. Le vicende si svolgono tra Bassano del Grappa e l'isola di Ibiza; la danza "è non solo il motore del libro, ma la scusa per raccontare che cosa accade ad una donna quando deve ricominciare."
Sempre per Rizzoli nel 2018 pubblica il romanzo Io ti amo, il sequel della nota trilogia Io ti guardo, Io ti sento, Io ti voglio, in cui l'autrice racconta l'evoluzione della coppia Elena-Leonardo, "soffermandosi sul non facile percorso con l'altro e legando il tutto con l'alchimia delle anime destinate a riunirsi." 
Nel 2019 realizza, in collaborazione con "Viola Film", il corto in sette episodi Onyria-the Dream of Love, di cui firma la regia e in cui compare anche in veste di attrice: un viaggio tra i luoghi e le suggestioni che hanno fatto da sfondo ai suoi primi sette romanzi.
Ha ideato il format Ars Erotica, una serie Sky Original in 5 episodi, condotta da Euridice Axen, in onda da maggio 2023 su Sky Arte. Attraverso una prospettiva inedita, la serie mette in luce la profonda relazione tra arti ed erotismo, offrendo nuove chiavi esegetiche per comprendere note opere d'arte.

## Opere
- Io ti guardo, Milano, Rizzoli, 2013. ISBN 978-88-17-06579-5
- Io ti sento, Milano, Rizzoli, 2013. ISBN 978-88-17-06580-1
- Io ti voglio, Milano, Rizzoli, 2013. ISBN 978-88-17-06581-8
- Per tutti gli sbagli, Milano, Rizzoli, 2014. ISBN 978-88-17-07658-6
- Per tutto l'amore, Milano, Rizzoli, 2014. ISBN 978-88-17-07470-4
- Ogni tuo respiro, Milano, Rizzoli, 2016. ISBN 978-88-17-08682-0
- Io ti amo, Milano, Rizzoli, 2018. ISBN 978-88-17-10168-4